# شهرستان ماوت
شهرستان ماوت (به عربی: قضاء ماوت) یک شهرستان‌های عراق در عراق است که در استان سلیمانیه واقع شده‌است.

## نگارخانه

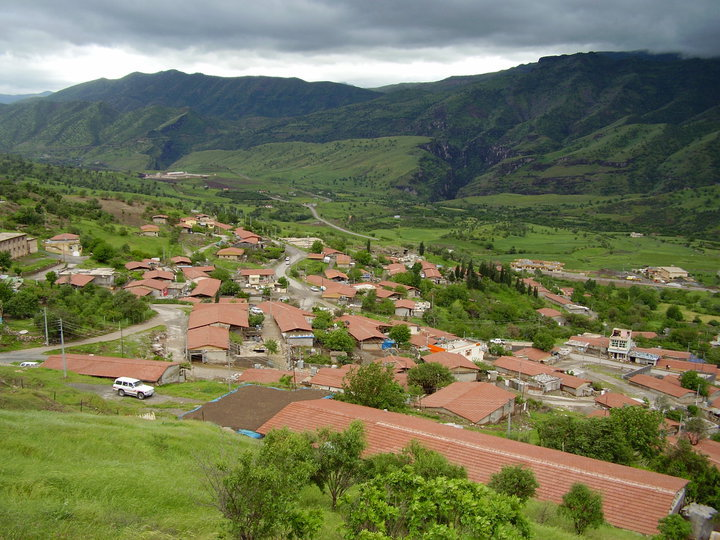
نمایی از ماوت